# Sint-Hubertuskapel (Born)

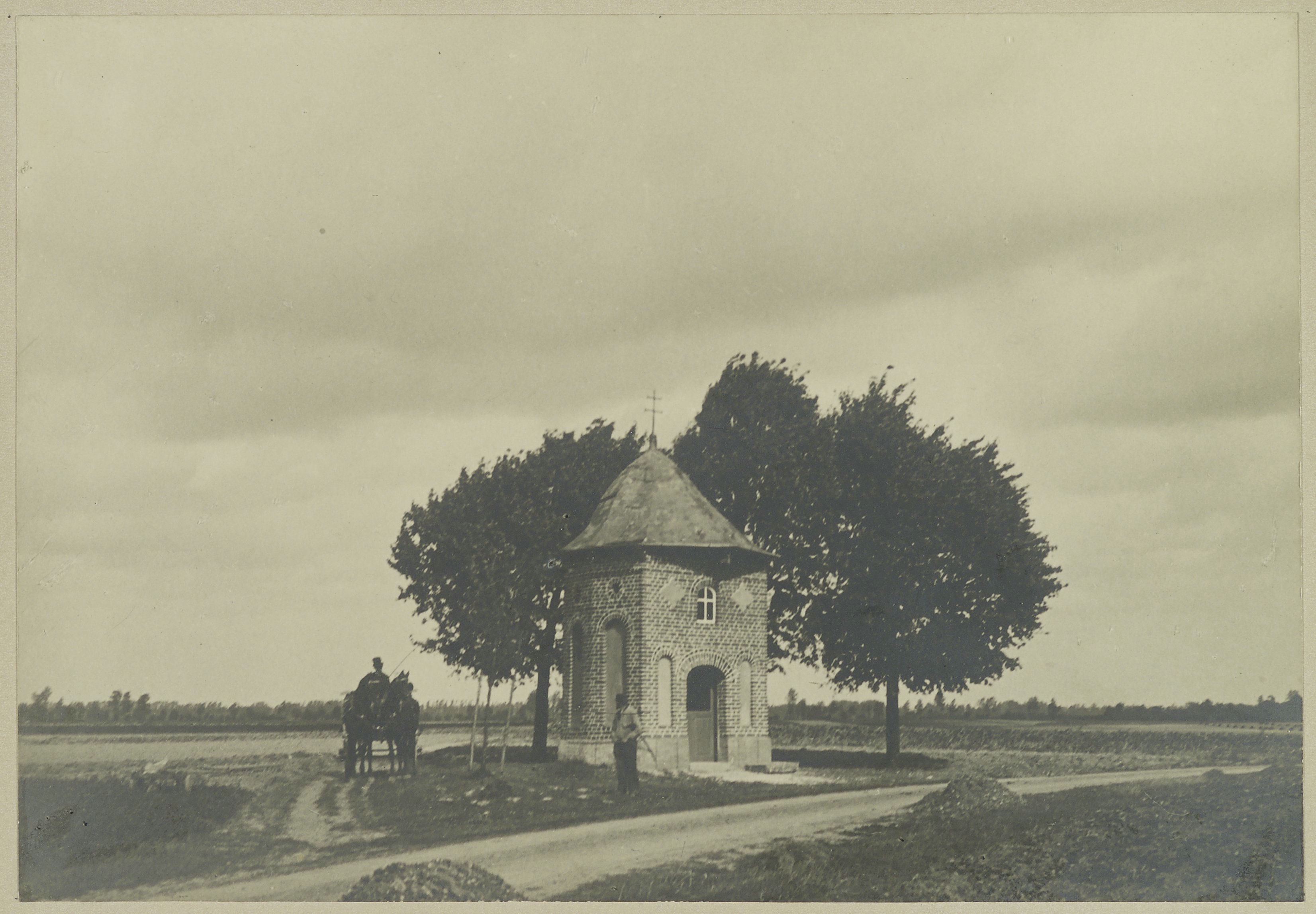
De Sint-Hubertuskapel

De Sint-Hubertuskapel is een kapel in Born in de Nederlands Zuid-Limburgse gemeente Sittard-Geleen. De kapel staat aan de noordwestkant van Born op de hoek van de Sluisweg en de Kapelweg.
De kapel is gewijd aan Sint-Hubertus en is geklasseerd als rijksmonument.

## Geschiedenis
In 1666 werd het vervallen Kasteel Born door Baron Jan Arnold van Leerode gekocht en liet het kasteel herbouwen. Van de stenen die over waren gebleven bij de herbouw van het kasteel, liet hij een kapel bouwen. Deze kapel werd gewijd aan de heilige Hubertus, de patroonheilige van de jacht.
Vanaf rond 1900 gingen mensen in de kapel steeds meer Maria vereren. Dit was het gevolg van dat er op het kasteel een kasteelvrouwe woonde die verzorgd werd door een vervend Mariavereerster. Op 18 oktober 1904 stierf de kasteelvrouwe.
In 1930 werd het kasteel door brand verwoest, waarna de kapel door verwaarlozing in verval raakte. Het werd onder andere gebruikt als schaftlokaal door spoorwegarbeiders.
Op 17 juni 1957 wijdde men een nieuw beeld in van de heilige Hubertus in de kapel, nadat het oude beeld gestolen en vernield was.

## Bouwwerk
De bakstenen kapel is gebouwd op een zevenhoekig plattegrond en wordt gedekt door een klokvormig dak met leien. Op de top van het dak is een Lotharings kruis aangebracht. In de gevels heeft de kapel rondboogvensters die dichtgemetseld en grijs geschilderd zijn. De frontgevel bevat de korfboogvormige toegang tot de kapel die wordt afgesloten met een smeedijzeren hek.
Van binnen is de kapel wit gepleisterd en wordt het gedekt door een stucplafond. Tegen de achterwand van de kapel is het massieve altaar geplaatst. Op het altaar staat een groot houten beeld van Sint-Hubertus. Het beeld toont de heilige in jachtkleding, terwijl zijn linkerhand op de rug van een hert ligt en hij met zijn rechterhand een lans vasthoudt. Het hert heeft tussen het gewei een kruis.